# Chyphotidae

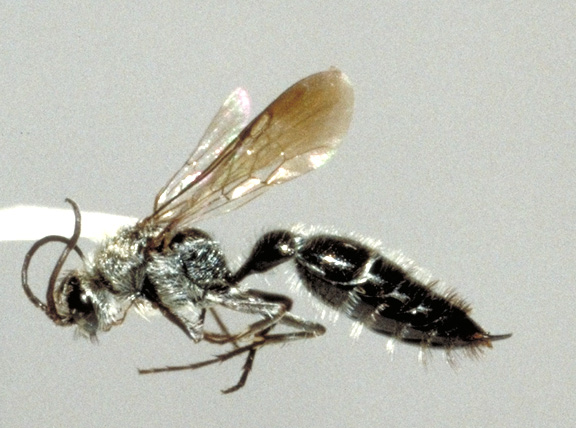
Typhoctes peuliaris

Chyphotidae (лат.) — семейство жалящих перепончатокрылых насекомых надсемейства Thynnoidea из подотряда стебельчатобрюхие (Apocrita, Hymenoptera).

## Распространение
Северная и Южная Америка, в том числе, США, Мексика, Гватемала, Аргентина, Чили и другие.

## Описание
Средней величины насекомые, длиной от 1 см, густо покрыты волосками. Осы преимущественно рыже-коричневого цвета (самцы до чёрного), сходные с осами-немками Mutillidae. Есть стридуляционный орган. Имеют резкий половой диморфизм: самки бескрылые (усики 12-члениковые, оцеллии отсутствуют), самцы крылатые (усики 13-члениковые, оцеллии развиты).
Переднеспинка большая, свободно сочленённая с остальной грудью. Передние и задние тазики смежные, а средние тазики в местах прикрепления снизу груди разделены метастернитом, выступающем вперёд. Меэпимерон редуцированный. У Typhoctinae самцы одноцветные чёрные, а самки красновато-чёрные; дневные виды. У Chyphotinae самки и самцы одноцветные коричневатые; ночные виды. Биология малоизучена, известно, что Typhoctinae эктопаразитоиды паукообразных из отряда фаланги.

## Классификация
Включает 5 родов (около 60 видов). Состав и таксономическая позиция клады остаётся дискуссионной. Группа с длинной и запутанной таксономической историей, представителей которой ранее включали в состав различных групп: Mutillidae, Apterogynidae, Bradynobaenidae, Myrmosidae, Tiphiidae. Семейство было выделено в ходе ревизии надсемейства Vespoidea по данным филогенетических исследований (Pilgrim et al., 2008). Vespoidea признано парафилетичным и поэтому некоторые группы выделены в самостоятельные семейства и даже надсемейства: Tiphioidea (Sierolomorphidae + Tiphiidae) и отдельно Thynnoidea (Chyphotidae + Thynnidae). При этом состав некоторых семейств изменился: Chyphotidae (Chyphotinae+Typhoctinae), Thynnidae (Anthoboscinae, Diamminae, Methochinae, Myzininae, Thynninae).
Основываясь на первом выделении этой группы как монофилетической в работе 1975 года она впервые получила отдельный статус подсемейства (Brothers, 1975). Впервые как семейство Chyphotidae было обозначено в 1986 году, когда было включено в новое надсемейство Bradynobaenoidea (вместе с Typhoctidae, Apterogynidae и Bradynobaenidae s.s.).
Состав семейства по данным Torréns et al., 2014
- Chyphotidae 
  - Chyphotinae 
    - Chyphotes Blake, 1886 (около 50 видов)

  - Typhoctinae  Schuster, 1949
    - Typhoctini 
      - Typhoctes Ashmead, 1899 (Северная и Центральная Америка)[11]
      - Typhoctoides Brothers, 1974 (Чили и Аргентина)[12]

    - Eotillini[13]
      - Eotilla Schuster, 1949 (Чили и Аргентина)[14]
      - Prototilla Schuster, 1949 (Аргентина)[15]

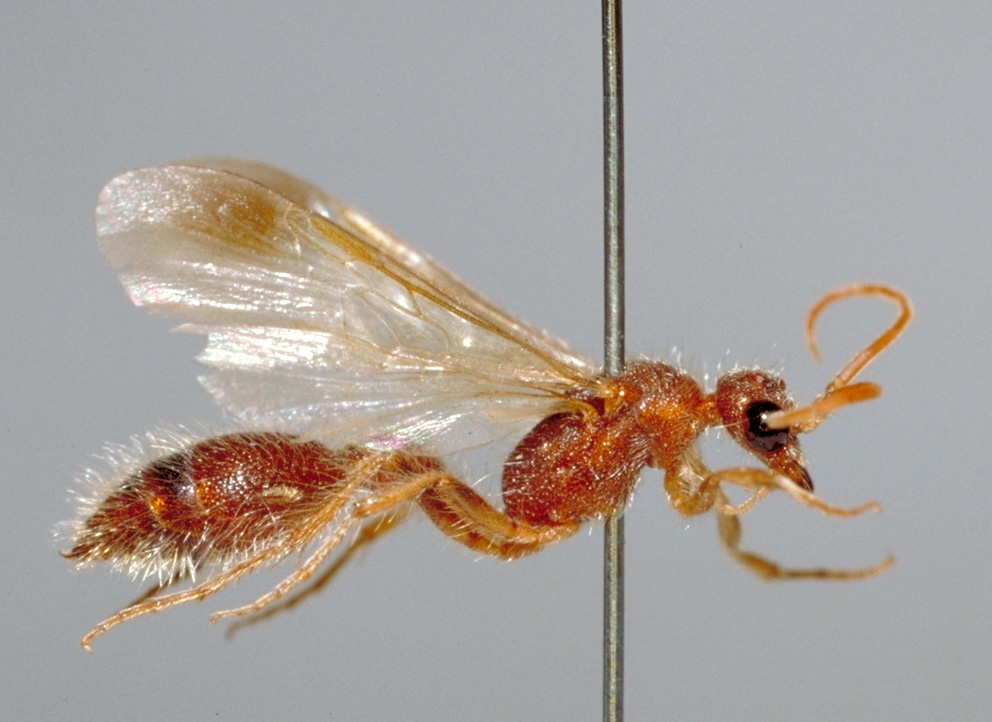
Chyphotes, самец
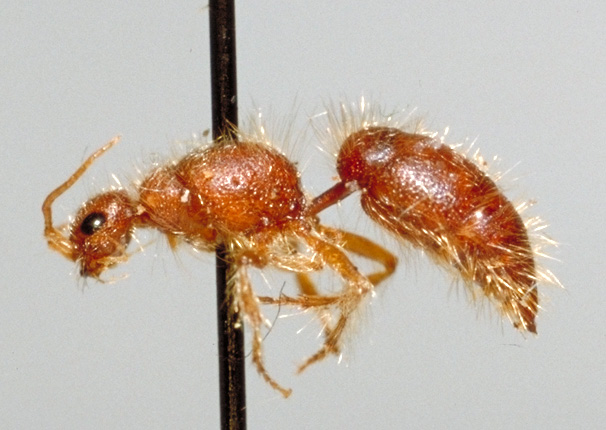
Chyphotes, самка
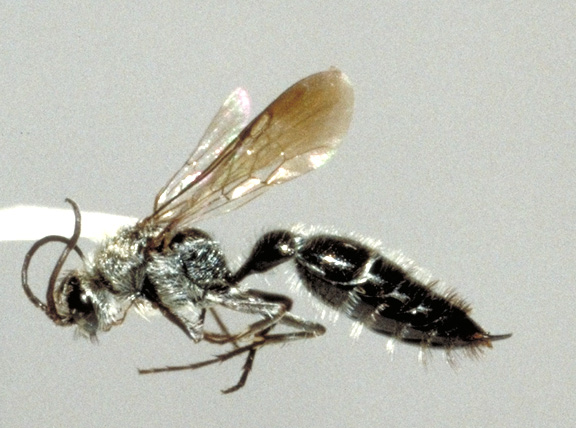
Typhoctes peuliaris, самец
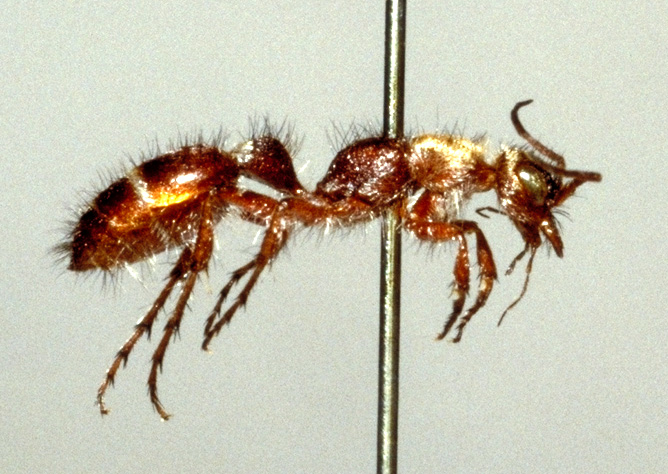
Typhoctes peuliaris, самка